# Dial-Home Device

DHD

Een DHD (Dial Home Device) is een apparaat gemaakt door de Ouden in het Stargate-sciencefictionuniversum. Het is het bedieningsorgaan van een Stargate waarmee een gateadres ingegeven kan worden, gedraaid (dialed) in de terminologie van stargate. Zowel in de Melkweg als in het Pegasus-stelsel zijn er DHD's.

## Uiterlijk en gebruik
De meeste DHD's zijn voetstukken met daarboven een rond controlepaneel met in het midden ervan een rode, en in de Pegasusmelkweg blauwe, knop die dient om de stargate te activeren. De symbolen op het controlepaneel worden gliefen (glyphs) genoemd. Deze tekens komen overeen met de tekens op de stargate.
De DHD wordt gebruikt om te "sneldraaien". Bij normaal draaien moet de binnenste ring met de symbolen gedraaid worden tot het juiste symbool voor de juiste pijlpunt staat. Dan wordt de pijlpunt op dit symbool vastgeklikt en kan men het symbool voor de volgende pijlpunt selecteren. Bij een DHD hoeft dit niet. Dan is het indrukken van het symbool op de DHD al voldoende om een pijlpunt aan een specifiek symbool te koppelen. De DHD is nodig voor elke stargate omdat deze de stargate van energie voorziet.
Oorspronkelijk had elke stargate zijn eigen DHD, maar in de loop der jaren zijn sommige DHD’s vernietigd of verloren geraakt. Dit maakt het lastiger om de stargate in kwestie te activeren.

## Types

### Melkweg DHD's
In de Melkweg bevatten de DHD's 39 van de 40 symbolen die op de stargate staan. Dit heeft een specifieke reden: verschillende stargates hebben verschillende missende chevrons op hun DHD, waardoor men niet alle adressen kan draaien. Derhalve is het soms nodig om een aantal tussenstops te maken om van de ene planeet naar de andere te reizen. Dit zou een voorzorgsmaatregel kunnen zijn van de Ancients om andere ongewenste personen buiten te houden. De enige weg om dit veiligheidsprotocol te misleiden is door de stargate manueel te draaien (zie manueel draaien).

### Pegasus-stelsel DHD's
Het Stargate Atlantis-team ontdekte in het Pegasus-stelsel een nieuw Stargatenetwerk. Hiermee kunnen ze andere Ancients-beschavingen bereiken. De DHD's van dit stelsel hebben eigenlijk alleen maar uiterlijke verschillen. Ze hebben een ander coördinatieprogramma dat specifiek is aan het stelsel.
De uiterlijke kenmerken zijn: het bedieningspaneel staat schuiner op het voetstuk, de glyphs zijn gemaakt van een soort glas, het "draaien" gaat gemakkelijker doordat de Stargates volledig automatisch "draaien" en de grote knop in het midden van het bedieningspaneel is blauw.
Er zijn enkele speciale DHD's:
- Atlantis DHD: De Atlantis DHD lijkt meer op de supercomputer van de aarde dan op een DHD. Het kan een adres blokkeren en heeft een extra controlekristal om naar een ander stelsel te "draaien". Dit was een veiligheidsmaatregel van de Ancients zodat de Wraith niet naar de aarde konden "draaien".
Deze DHD kan men ook vinden in de Puddle Jumper, maar deze hebben dan minder functies en ze zijn kleiner.
- Wraith DHD: De Wraith hebben ook DHD's in hun Wraith darts om stargates in de ruimte te "draaien".
- Puddle Jumper DHD: De DHD van een Puddle Jumper heeft een controlekristal minder, zodat het niet naar een ander stelsel kan reizen. De Jumpers zijn gemaakt om door stargates in de ruimte te vliegen. Hun DHD’s kunnen deze stargates van op afstand activeren. De DHD's zijn compatibel met het netwerk van de Melkweg en Pegasus. In de Melkweg zijn er ook Jumpers gevonden met glyphs van stargates uit de Melkweg dus moeten de Jumpers al hebben bestaan toen Atlantis nog op aarde was.

### Afstandsdraaiers
Dit zijn kleine DHD's die om de pols worden gedragen. De Asgard en de Goa'uld bezitten deze technologie. Veel verschil met een gewone DHD is er niet, behalve dat de stargate geopend kan worden zonder de instabiele vortex.

## DHD v/d Aarde
De stargate van de aarde had geen DHD toen hij werd gevonden, zodat het SGC gedwongen was om een alternatieve DHD te bouwen. De aardse DHD die in de serie wordt gebruikt is een supercomputer ontworpen door SGC. Deze computer werkt wat omslachtiger dan een “echte” DHD: daar waar bij een normale DHD alleen het intoetsen van de symbolen al voldoende is, moet bij de aardse DHD de interne ring wel worden gedraaid. Dit gebeurt automatisch. De supercomputer vereist enorm veel energie om de stargate te opereren en is ongeveer 50 jaar in voorproductie geweest voor hij in het SGC gebruikt kon worden.
De originele DHD was niet vernietigd, maar eerder verloren. In WOII verkreeg Duitsland de DHD door het te stelen uit Egypte. Na de oorlog verkreeg de Sovjet-Unie de DHD. Nadat de stargate van het SGC naar de Beliskner werd gestuurd om te ontsnappen uit het neerstortende schip haalde Rusland de stargate binnen. Omdat Rusland de originele DHD bezat, konden ook zij stargate-operaties uitvoeren. Dit moest gebeuren als alle andere activiteiten van het SGC stillagen, omdat de luchtmacht anders zou ontdekken dat Rusland ook een stargate bezat. Na het voorval met de Beliskner haalde het SGC de stargate uit Antarctica naar de VS. Toen de Antarctische stargate door Anubis werd vernietigd leende de VS de stargate van Rusland die later werd overgenomen door de VS in ruil voor de Korolev aan Rusland. 
In aflevering 15 van seizoen 2 en aflevering 21 van seizoen 7 kreeg Jack O'Neill de database van de Ancients in z'n hersenen gedownload en paste hij de lijst met stargate-adressen aan zodat er een grote hoeveelheid nieuwe planeten moesten worden verkend.

## Draaien zonder DHD
Zonder DHD kan een Stargate als volgt worden bediend:
- Door manueel te draaien: Hierbij wordt er een energiebron aan de stargate gekoppeld zoals bliksem of een naquadah generator en wordt de innerlijke ring met spierkracht gedraaid. De stargates van het Pegasus stelsel hebben geen draaiende innerlijke ring dus zou het onmogelijk zijn om die stargates manueel te draaien.
- "Draaien" met een alternatieve DHD: Hierbij wordt er een alternatieve DHD gesimuleerd. De technologie van de Tau'ri (mensen) is veel te primitief om een DHD-simulatie volledig na te bootsen. De supercomputer van het SGC komt nog wel het dichtst in de buurt van een alternatieve DHD. Bij deze computer kan men de symbolen kiezen op een scherm, waarna de binnenste ring automatisch op de juiste manier wordt gedraaid. Door een proces van vallen en opstaan hebben de geleerden van het SGC geleerd dat de stargate bediend kan worden door er elektrische pulsen naartoe te sturen.